# Combat de Charenton
Fronde
Le combat de Charenton est livré le 8 février 1649 pendant la Fronde parlementaire. Il oppose à Charenton-le-Pont, près de Paris, les troupes royales à celles de la Fronde parlementaire, qui cherchent à briser le siège de la capitale.

## Histoire

### Contexte
La régence d'Anne d'Autriche, mère du roi Louis XIV et conseillée par Jules Mazarin, se heurte à la puissance du Parlement de Paris, qui sent que le pouvoir royal est moins assuré que du temps de Richelieu. Mais ces heurts se transforment en une rébellion ouverte à Paris, soutenue par le peuple parisien et appelée la « Fronde », qui commence la journée des barricades en août 1648.

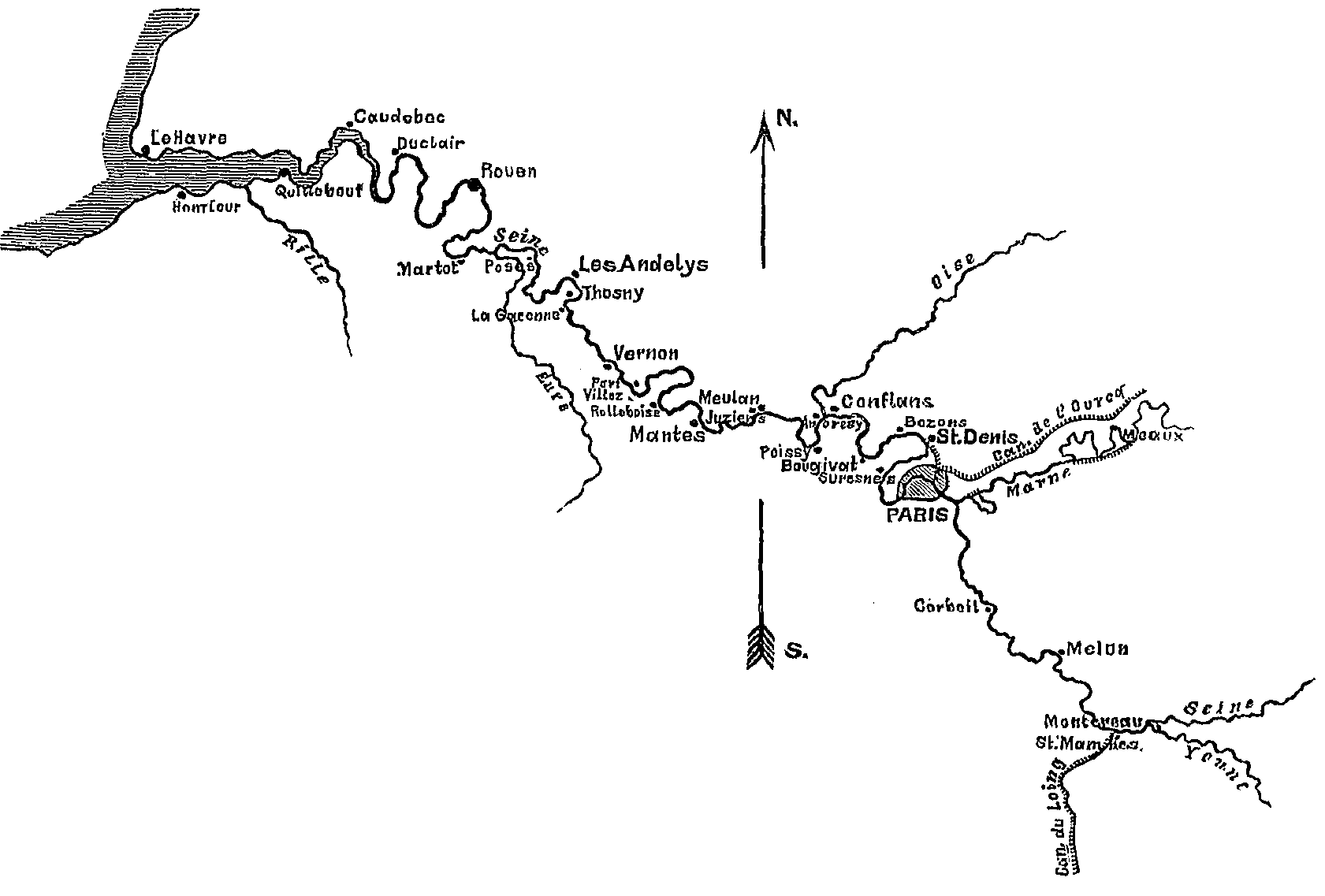
Réseau fluvial autour de Paris

À la suite du repli de la cour en dehors de Paris, au château de Saint-Germain, face aux débuts de la Fronde parlementaire, le prince de Condé est chargé en janvier par la régente de faire le siège de Paris. Installé à Saint-Denis, il ne dispose que de 14 000 hommes, alors que l'étendue de la ville en nécessiterait bien plus pour empêcher son avitaillement. 
Le maréchal du Plessis tient Saint-Denis et Aubervilliers, pour bloquer la route du pain venant de Gonesse.
Le maréchal de Gramont tient pour les mêmes raisons Saint-Cloud et Meudon, empêchant l'arrivée du blé de la Beauce.
A Vincennes, on arrête les vivres venant de la Brie.
Enfin, à Pontoise, Poissy, Lagny et Corbeil, on bloque les voies fluviales de l'Oise, de la Seine et de la Marne.

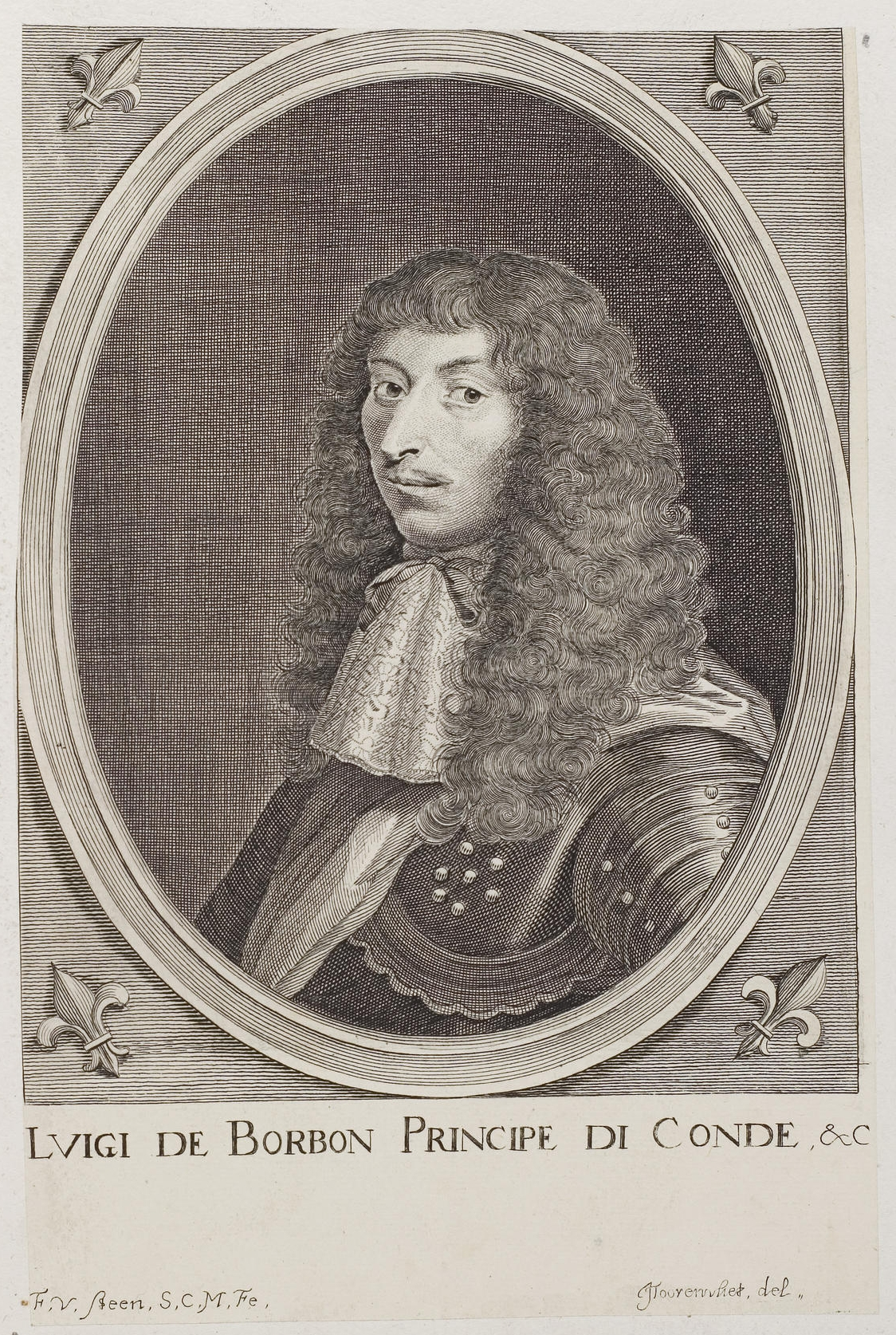
Le prince de Condé
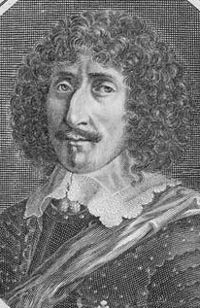
Le maréchal du Plessis
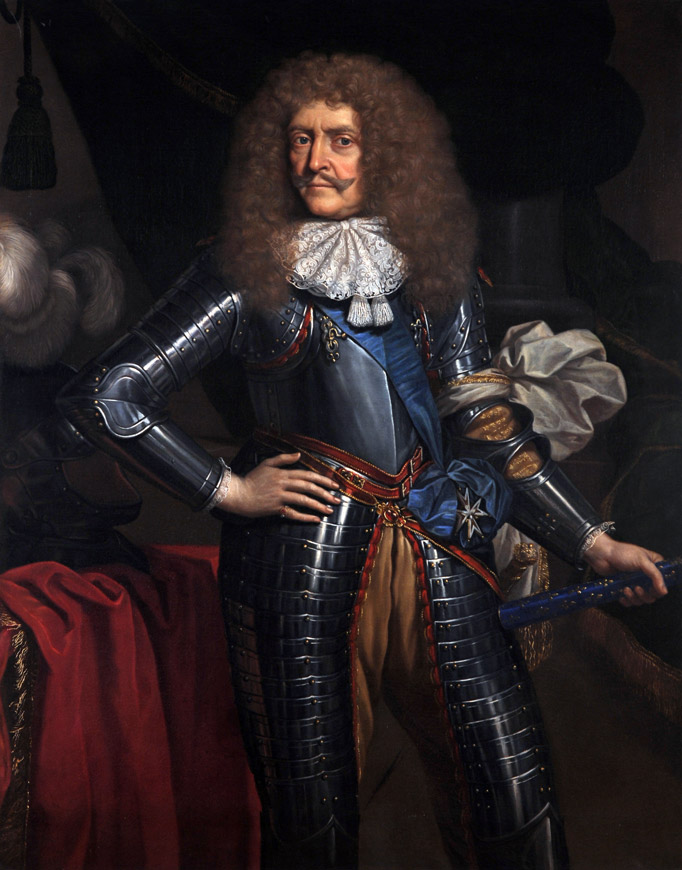
Le maréchal de Grammont
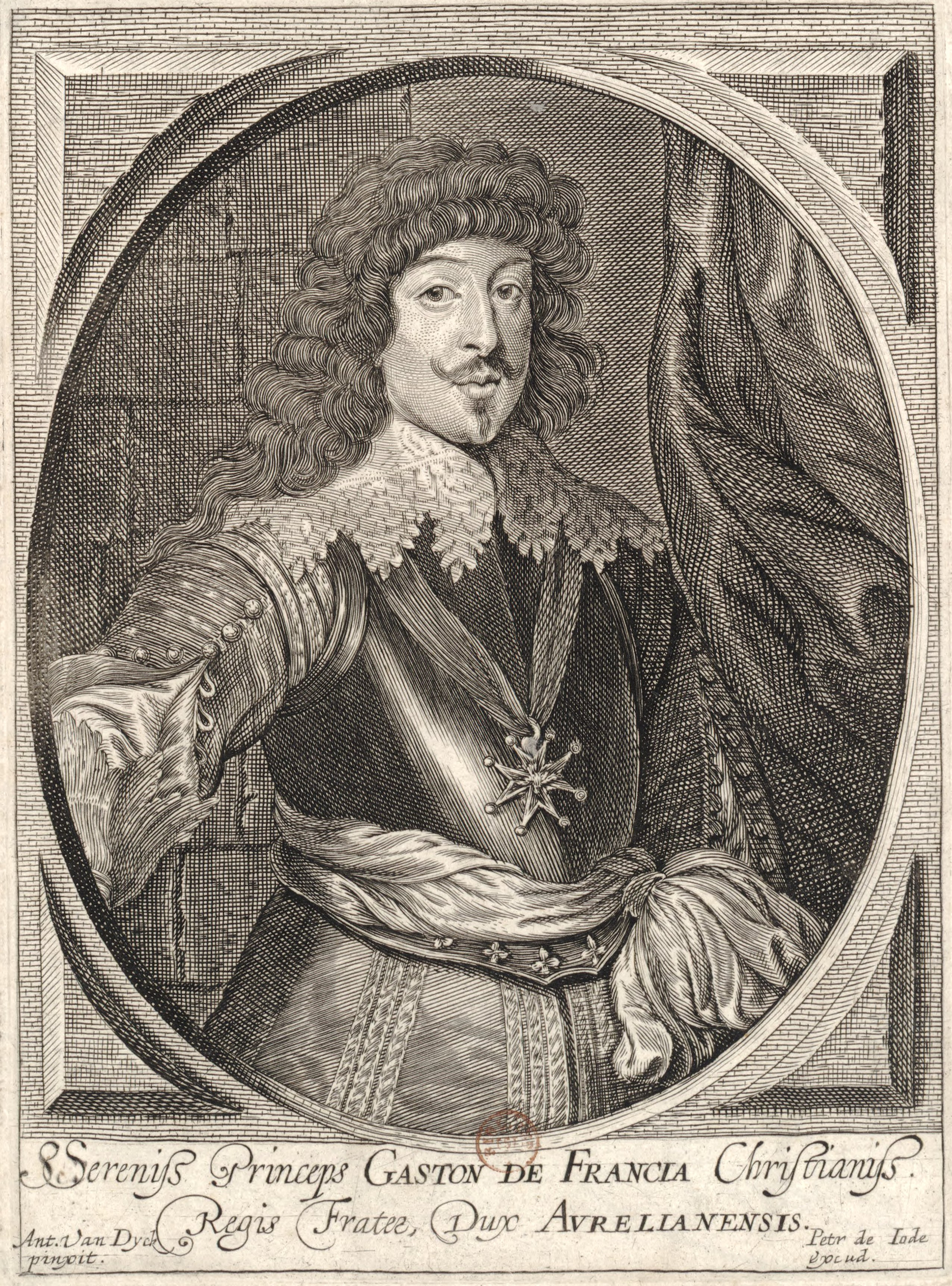
Le duc d'Orléans

Durant le siège, de hautes personnalités décident de prendre fait et cause pour les frondeurs, et les rejoignent à l'intérieur de Paris. Le prince de Conti, frère du prince de Condé, est nommé « généralissime de la Fronde », tandis que son beau-frère, le duc de Longueville tente de soulever la Normandie. Leur sœur et femme, la duchesse de Longueville, reste à Paris, tout comme le prince de Marcillac (son amant), le duc de Beaufort, le duc de Bouillon, le duc de Noirmoutier, le duc d'Elbeuf et le maréchal de La Mothe. Le futur cardinal de Retz, alors coadjuteur de Paris, bien qu'ayant un titre moins impressionnant, reste l'un des chefs naturels de cette insurrection.

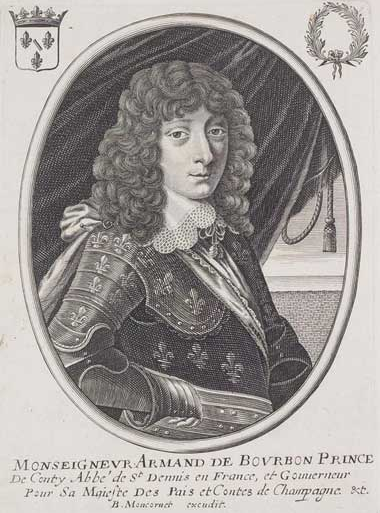
Le prince de Conti (1647)
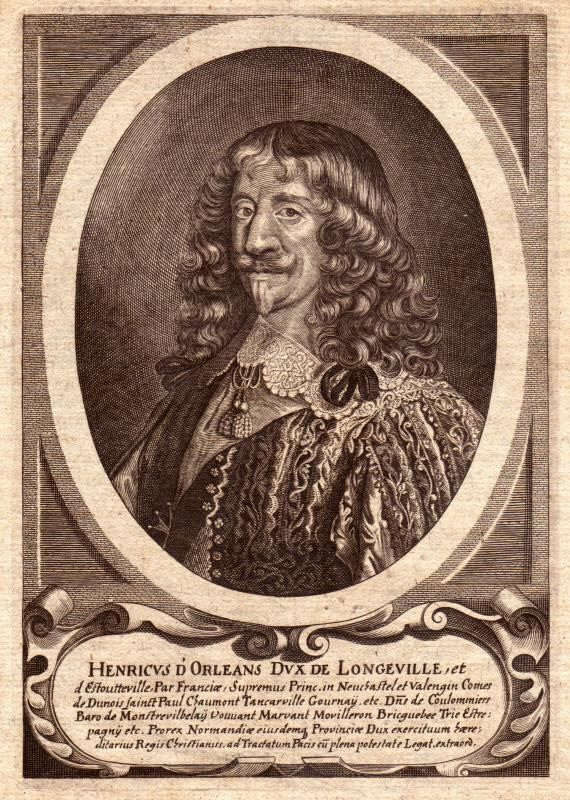
Le duc de Longueville (av. 1650)
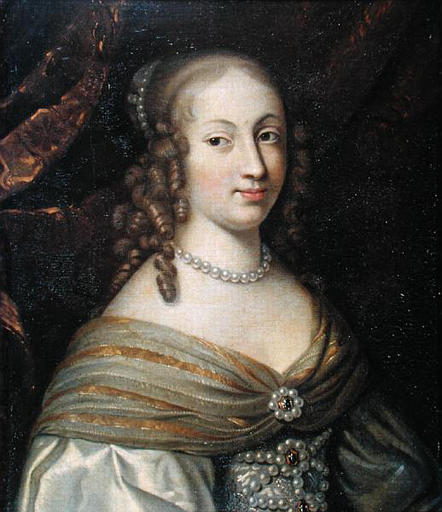
La duchesse de Longueville
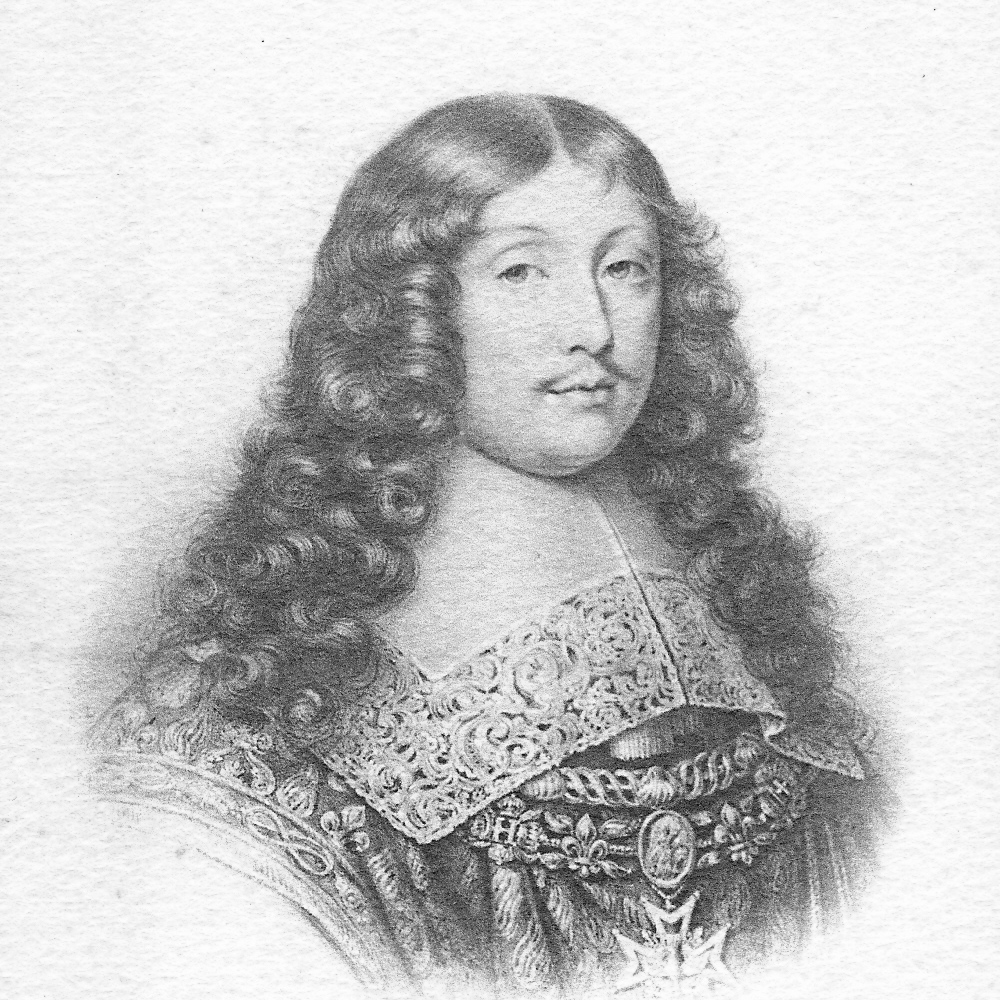
le prince de Marcillac
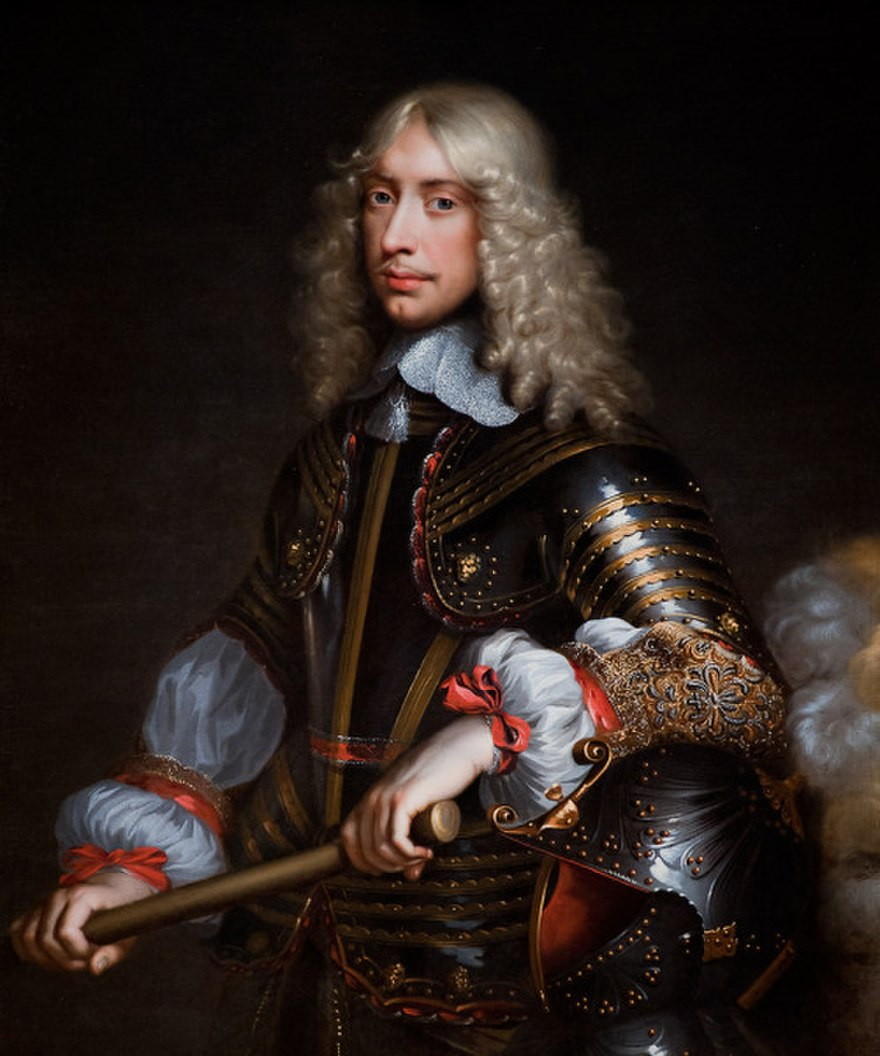
Le duc de Beaufort
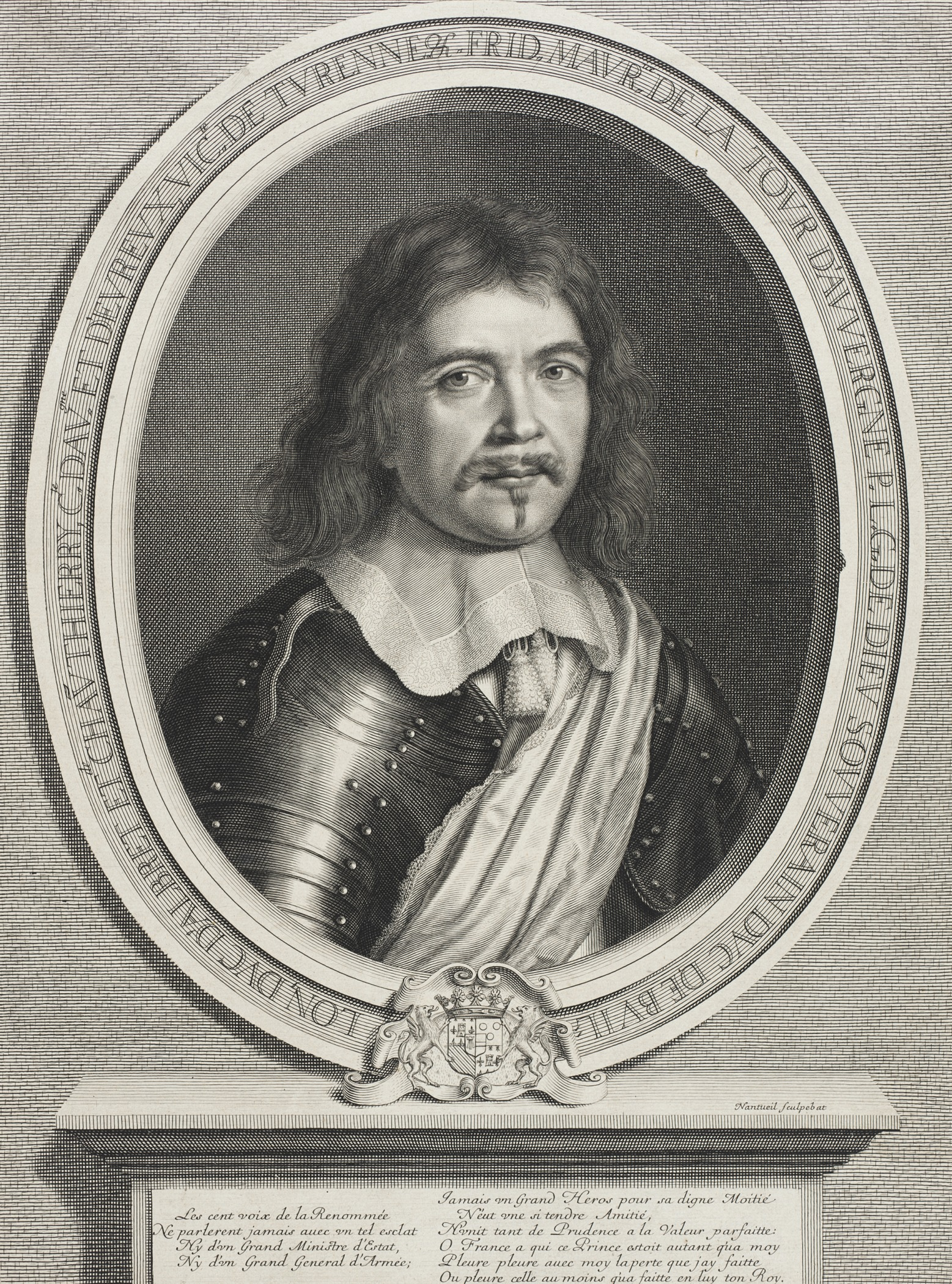
Le duc de Bouillon
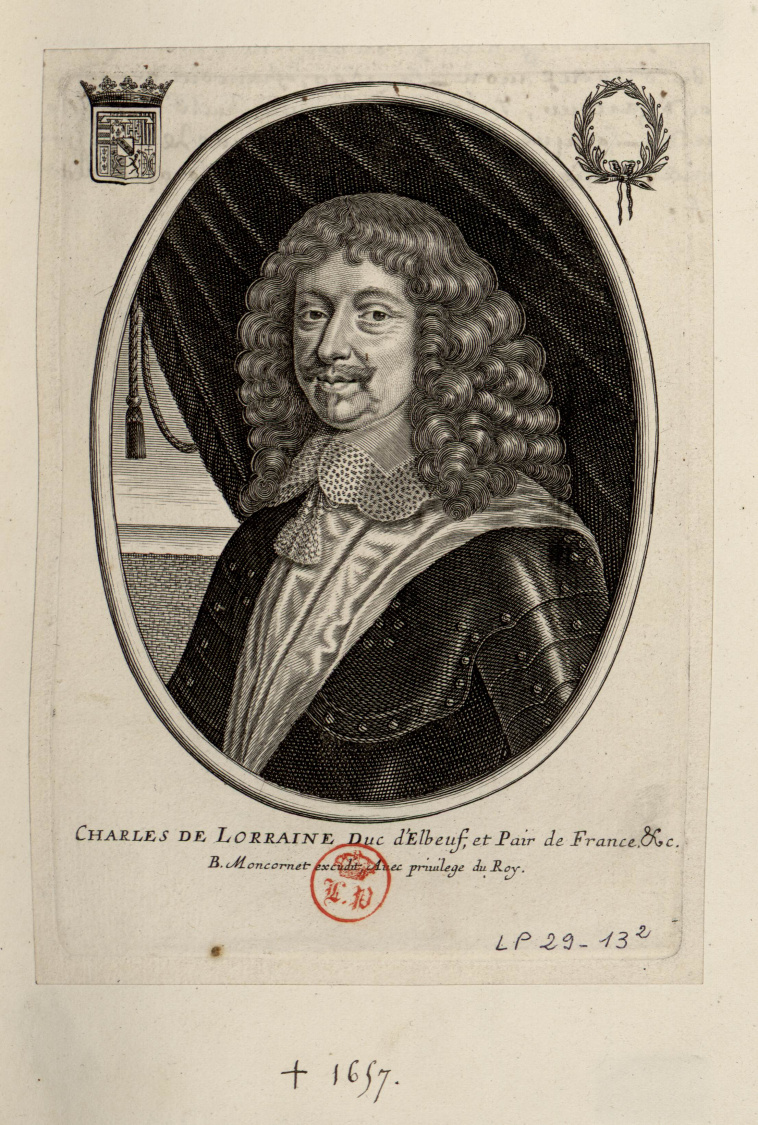
Le duc d'Elbeuf
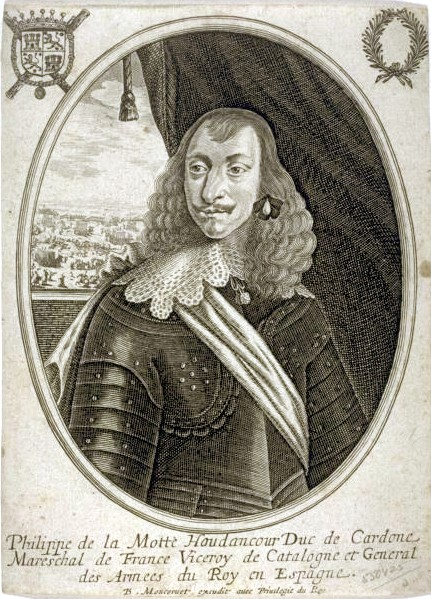
Le maréchal de La Mothe
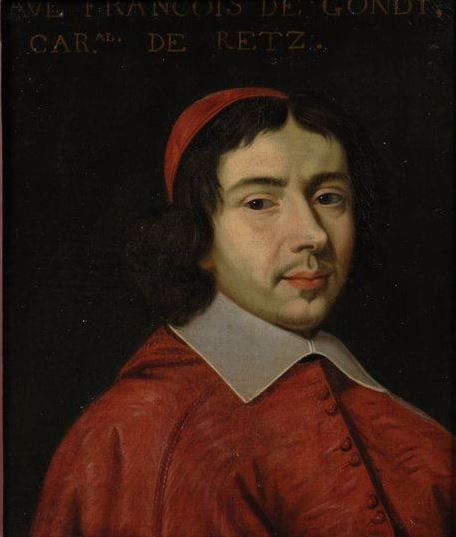
Le coadjuteur de Paris

### La bataille
Les Parisiens reçoivent plus facilement des secours depuis la Brie. Neuf régiments sont retranchés à Charenton, sous le commandement du marquis de Clanleu, tandis que le poste de Brie-Comte-Robert est également entre leurs mains.
Condé souhaite reprendre Charenton, place-forte à la confluence de la Marne et de la Seine. Accompagné du duc d'Orléans, il dispose ses troupes entre Vincennes et Charenton, et lance trois attaques contre la ville. Les régiments de Charenton tombent rapidement sous les coups de l'armée royale, Clanleu étant tué dans l'assaut, tout comme le duc de Châtillon, son alter-ego dans l'armée de Condé.
Les troupes parisiennes, presque dix fois plus nombreuses que les soldats royaux, sortent de la ville pour soutenir Charenton. Condé occupe alors tout l'intervalle entre Vincennes et Charenton, et fait monter l'artillerie sur les hauteurs de la plaine. L'armée parisienne, peu encline à l'en déloger, ne pèse plus guère sur le combat, se contentant d'y assister,.

### Conséquences
Après la chute similaire de Brie-Comte-Robert aux mains des forces royales, à la fin du mois, Paris ne peut plus compter sur les vivres de la Brie. Bloqués dans Paris, les frondeurs ne peuvent que traiter avec les forces royales, qui sont désormais en position de force. C'est la paix de Rueil, signée le 11 mars, mais qui ne règle toutefois pas toutes les tensions entre le pouvoir royal, la noblesse, les parlementaires et le peuple.
D'un autre côté, Condé se sent désormais indispensable à la monarchie, et les frondeurs cherchent à l'amener dans leur camp, qui comprend déjà une bonne partie de sa famille. Son emprisonnement préventif en 1650, ainsi que celui de son frère Conti et de leur beau-frère Longueville, annonce la Fronde des princes.

## Postérité
Le combat est mis en scène par Alexandre Dumas dans son roman Vingt Ans après. Selon sa version, c'est Aramis qui tue Monsieur de Châtillon, en raison à la fois du faux témoignage que Châtillon avait porté à Henriette Marie de France au sujet de la mort de Charles Ier, roi d'Angleterre, et du lien de parenté entre Châtillon et Maurice de Coligny (son frère), autrefois rival d'Aramis en amour.

### Ouvrages historiques
- Françoise de Motteville, Mémoires de Mme de Motteville sur Anne d'Autriche et sa cour, vol. 2, G. Charpentier, 1855 (lire en ligne), chap. 30
- Victor Cousin, La société française au XVIIe siècle : d'après Le Grand Cyrus de Mlle de Scudéry, vol. 1, Didier et Cie, 1866, 2e éd. (lire en ligne), chap. 4 (« Lens, Rocroy, Charenton »)
- Jacqueline Duchêne, Bussy-Rabutin, Fayard, 8 janvier 1992, 438 p. (ISBN 978-2-213-64878-1, lire en ligne), chap. 13 (« Charenton »)

### Romans
- Alexandre Dumas, Vingt ans après, J.-B. Fellens et L.-P. Dufour, 1846 (lire sur Wikisource), « Le combat de Charenton »